# 松格特
松格特（Songadh）是印度古吉拉特邦达比县的一个城镇。总人口22426（2001年）。

## 人口
该地2001年总人口22426人，其中男性11505人，女性10921人；0—6岁人口3051人，其中男1595人，女1456人；识字率65.10%，其中男性为71.86%，女性为57.99%。